# 濂竹乡
濂竹乡，是中华人民共和国浙江省丽水市遂昌县下辖的一个乡镇级行政单位。

## 行政区划
濂竹乡下辖以下地区：
苏旺村、黄玄村、刘坑村、柘坑村、千义坑村、治岭头村、大竹小岱村、横坑村和瓦窖岗村。